# Jeff Parker (Musiker)

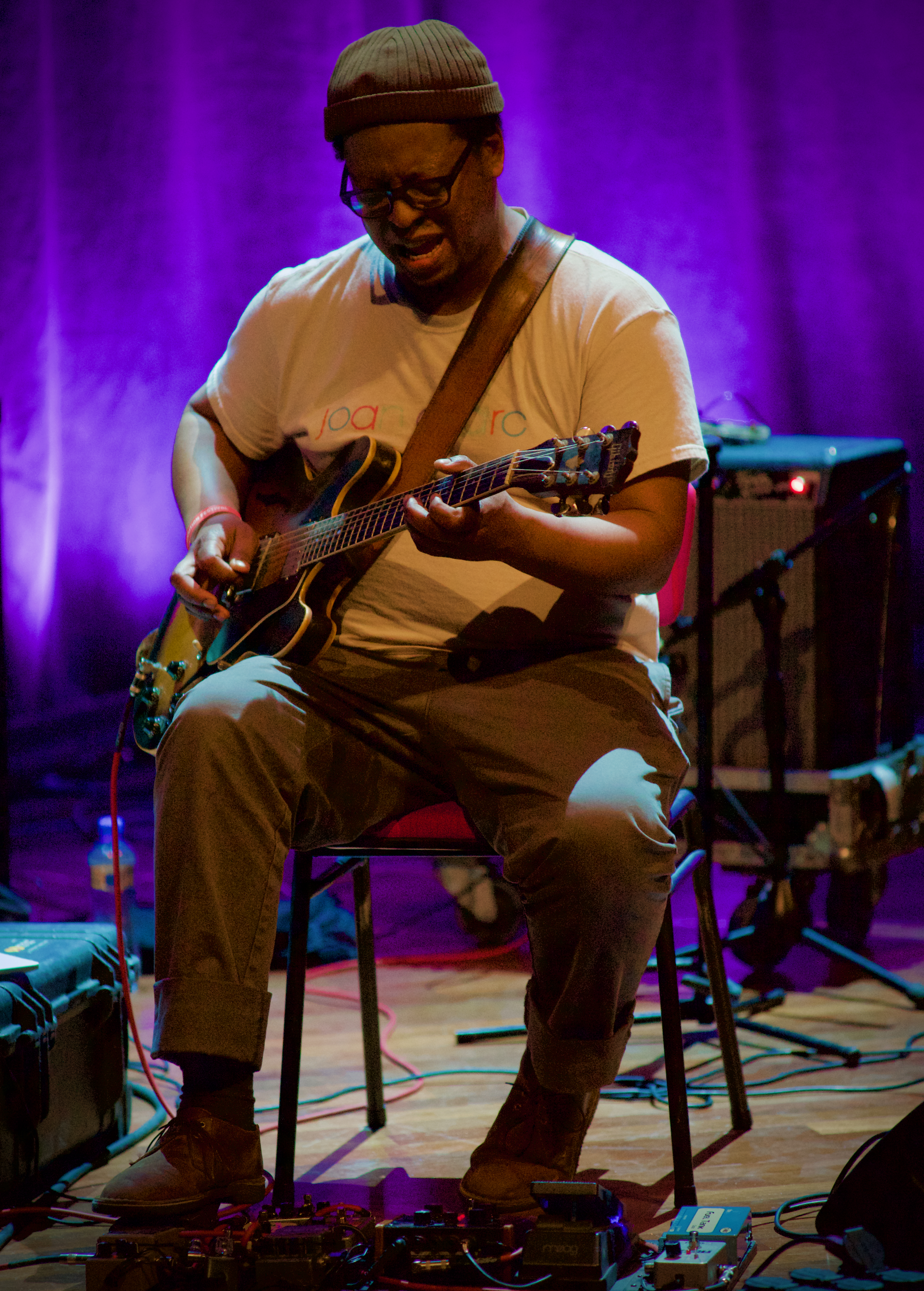
Jeff Parker beim Transition Festival im Tivoli Vredenburg, Utrecht 2017

Jeff Parker (* 4. April 1967 in Bridgeport, Connecticut) ist ein Gitarrist im Bereich des Modern Creative, improvisierter Musik und des Post-Rock.

## Wirken
Parker ist seit seiner Jugend Gitarrist und studierte am Berklee College of Music. Nach Ende der Ausbildung zog er 1991 nach Chicago. Dort wurde er Mitglied der Association for the Advancement of Creative Musicians (AACM). Er arbeitete mit Ernest Dawkins, Ted Sirota und Pat Mallinger. Gemeinsam mit Rob Mazurek war er in den folgenden Jahren Gründer der Elektro-Jazz-Fusion-Band Isotope 217 und des Chicago Underground Orchestra. Er schloss sich der Post-Rock-Band Tortoise an (TNT, 1998). Weiterhin arbeitete er mit Jeb Bishop, Ken Vandermark und Scott Amendola. 1998 wählte ihn der Kritikerpoll des Down Beat zum Talent Deserving Wider Recognition.
Von da an arbeitete Parker einerseits mit Musikern von Bill Callahans Band Smog, andererseits mit Fred Anderson. Er gründete weitere Ensembles wie das Aesop Quartett, Tricolor und Vega. 2003 legte er sein Debütalbum Like-coping (Delmark) vor, das er mit dem Bassisten Chris Lopes und dem Schlagzeuger Chad Taylor einspielte. Gemeinsam mit Kevin Drumm und Michael Zerang entstand das Improvisationsalbum, Out Trios, Vol. 2 für Atavistic Records. 2004 folgte das Soloalbum The Relatives. Auch arbeitete er mit Mazurek im Exploding Star Orchestra sowie mit Harris Eisenstadt (The Soul and Gone, 2004), Nicole Mitchell, Mike Reed (About Us, 2009) und Matana Roberts. Seine nächste Aufnahme als Leader veröffentlichte er mit seinem Trio 2011 bei Delmark, Bright Light in Winter.
Nachdem Parker 2013 nach Los Angeles zog, nahm er mit Mazurek das Album Some Jellyfish Live Forever auf. RogueArt veröffentlichte 2015 auch das Debütalbum der Hip-Hop/Jazz-Band Illtet: Auf Gain arbeitete er mit Mike Ladd, High Priest (Antipop Consortium) und Tyshawn Sorey. Auf Parkers Album The New Breed (2016) kam zu einer Orientierung an traditionellem Rhythm and Blues und Soul ein deutlicher Hip-Hop-Einfluss und die Verwendung von Sampling-Techniken hinzu. Später im Jahr veröffentlichte Parker die Solo-LP Slight Freedom auf dem Label Eremite.
2018 schloss er sich für Ran Do mit dem Saxophonisten Kjetil Møster, dem Bassisten Joshua Abrams und dem Schlagzeuger John Herndon zusammen. Später im selben Jahr erschien das Quintett The Diagonal Filter. Auch trug er zu Makaya McCravens Alben In the Moment (2015), Universal Beings (2018), Deciphering the Message (2021) und In These Times (2022) bei. 2020 veröffentlichte Parker seine Suite for Max Brown mit seiner Gruppe New Breed, in der er nun in wechselnden Besetzungen spielte. Mit dem Chicago Underground Quartet erschien das Album Good Days; mit dem Duo Anteloper aus Jaimie Branch und Jason Nazary arbeitete er als Produzent des Albums Pink Dolphins (2022).
Zu hören ist er auch auf Amaro Freitas’ Album Y’Y (2024).

## Diskographische Hinweise
- Aesop Quartet: Fables for a New Millennium (8th Harmonic Breakdown, 1999, mit Ernest Dawkins, Rollo Radford, Hamid Drake)
- Ted Sirota’s Soul Rebels: Propaganda (Naim, 1999)
- Jeff Parker, Bernard Santacruz, Michael Zerang: Vega (Futura Marge, 2001)
- Like-Coping (Delmark Records, 2003)
- Song Songs Song (mit Scott Fields) (Delmark, 2004)
- The Relatives (Thrill Jockey, 2005)
- Fred Anderson & Hamid Drake: From the River to the Ocean (Thrill Jockey, 2007)
- Jeff Parker / Rob Mazurek: Some Jelly Fish Live Forever (RogueArt, 2016)
- The New Breed (International Anthem, 2016, mit Josh Johnson, Paul Bryan, Jamire Williams, Jay Bellerose, Ruby Parker)
- Joshua Abrams / John Herndon / Kjetil Møster / Jeff Parker: Ran Do (Clean Feed Records, 2018)
- The Diagonal: Filter (Not Two Records 2019), mit Jeb Bishop, Pandelis Karayorgis, Nate McBride, Luther Gray
- Jeff Parker & The New Breed: Suite for Max Brown (International Anthem, 2020, mit Josh Johnson, Paul Bryan, Jamire Williams bzw. Makaya McCraven bzw. Jay Bellerose sowie Rob Mazurek bzw. Nate Walcott, Ruby Parker)[2]
- Joshua Abrams: Cloud Script (2020)
- Chicago Underground Quartet: Good Days (Astral Spirits 2020, mit Rob Mazurek, Josh Johnson, Chad Taylor)
- Forfolks (International Anthem, 2021)[3]
- Eastside Romp (2022)
- Mondays at the Enfield Tennis Academy (2022)
- Rob Mazurek / Exploding Star Orchestra: Lightning Dreamers (2023)
- Daniel Villarreal: Lados B (International Anthem, 2023)
- Eirik Hegdal, Jeff Parker, Ingebrigt Håker Flaten, Øyvind Skarbø: Superless (2023)
- Jeff Parker Eta IVtet: The Way Out of Easy (2024)